# Hakon Leffler

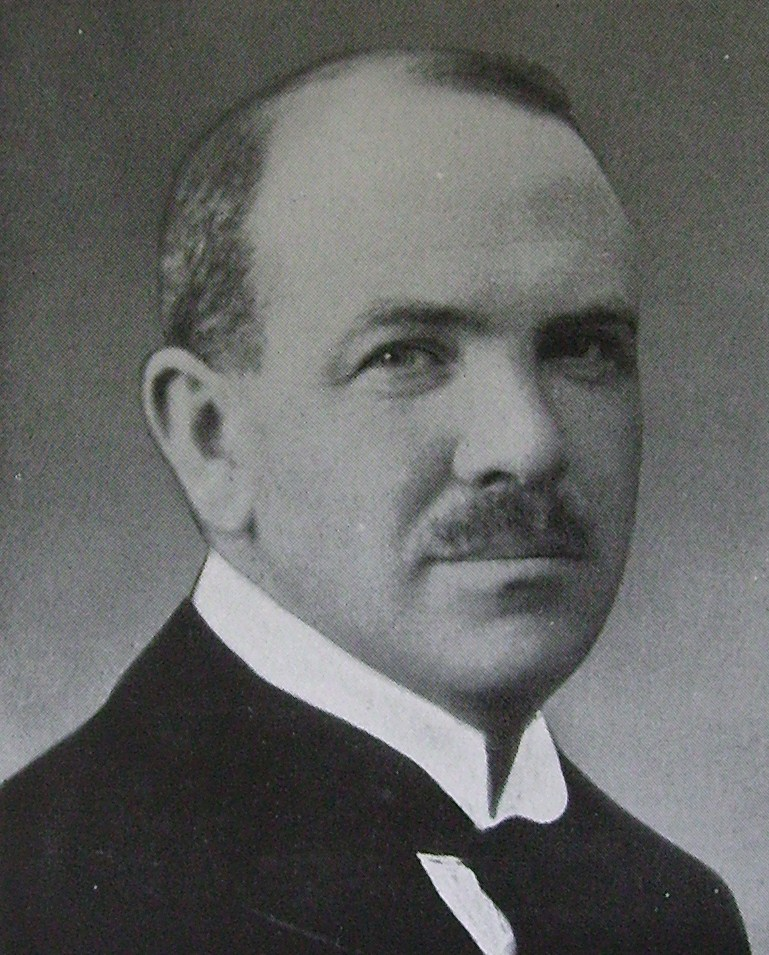
Leffler im Jahr 1937

Hakon Leffler (* 11. März 1887 in Göteborg; † 31. Juli 1972 ebenda) war ein schwedischer Tennisspieler und Geschäftsmann.

## Biografie
Leffler nahm als Mitglied des Göteborgs Lawn Tennisklubb 1912 am Tenniswettbewerb der Olympischen Sommerspiele in Stockholm teil. Im Hallen-Einzel unterlag er zum Auftakt Arthur Gore. In der einzigen anderen Konkurrenz, in der er antrat, dem Rasen-Einzel verlor er ebenfalls in seinem ersten Match gegen Harold Kitson.
Viel mehr als für sein Tennis war Leffler für seine Karriere als Geschäftsmann bekannt. Er machte 1910 seinen Abschluss an der Universität Uppsala und arbeitete dann zunächst von 1912 bis 1915 für die ME Delbanco Company. 1916 wurde er der CEO der Svenska Oljeslageriaktiebolaget; 1929 wechselte er zu Gamlestadens Fabriker, einem Textilunternehmen in Göteborg, wo er zunächst stellvertretender CEO und ab 1935 erster CEO war.